# Kōbe Green Arena
Kōbe Green Arena è un palazzetto dello sport situato a Kōbe, in Giappone.

## Eventi
Ha ospitato il mondiale per club FIVB 2017 e il mondiale di pallavolo 2018 femminili.